# Németország az 1952. évi téli olimpiai játékokon
Németország a norvégiai Oslóban megrendezett 1952. évi téli olimpiai játékok egyik részt vevő nemzete volt. Az országot az olimpián 8 sportágban 53 sportoló képviselte, akik összesen 7 érmet szereztek.
Németország 1949-ben kettévált, és ezen az olimpián valójában az NSZK vett részt Németország néven (GER NOB-kód alatt), az NDK pedig kényszerűen távol maradt a sportünneptől.

## Érmesek
| Érem  | Versenyző                                                 | Sportág     | Versenyszám          |
| ----- | --------------------------------------------------------- | ----------- | -------------------- |
| Arany | Andreas Ostler Lorenz Nieberl                             | Bob         | Férfi kettes         |
| Arany | Andreas Ostler Friedrich Kuhn Lorenz Nieberl Franz Kemser | Bob         | Férfi négyes         |
| Arany | Ria Falk Paul Falk                                        | Műkorcsolya | Páros                |
| Ezüst | Mirl Buchner                                              | Alpesisí    | Női lesiklás         |
| Ezüst | Ossi Reichert                                             | Alpesisí    | Női műlesiklás       |
| Bronz | Mirl Buchner                                              | Alpesisí    | Női műlesiklás       |
| Bronz | Mirl Buchner                                              | Alpesisí    | Női óriás-műlesiklás |

## Alpesisí
Férfi
| Versenyző       | Versenyszám      | 1. futam | 1. futam | 2. futam | 2. futam | Összesítés | Összesítés |
| Versenyző       | Versenyszám      | Idő      | Hely.    | Idő      | Hely.    | Idő        | Helyezés   |
| --------------- | ---------------- | -------- | -------- | -------- | -------- | ---------- | ---------- |
| Heini Bierling  | Műlesiklás       | 1:09,9   | 44.      | kiesett  | kiesett  | kiesett    | kiesett    |
| Pepi Erben      | Óriás-műlesiklás |          |          |          |          | 2:55,0     | 47.        |
| Willi Klein     | Lesiklás         |          |          |          |          | 2:42,8     | 16.        |
| Willi Klein     | Műlesiklás       | 1:04,2   | 20.      | 1:04,7   | 17.      | 2:08,9     | 16.        |
| Willi Klein     | Óriás-műlesiklás |          |          |          |          | 2:46,2     | 32.        |
| Beni Obermüller | Lesiklás         |          |          |          |          | 2:42,9     | 17.        |
| Beni Obermüller | Műlesiklás       | 1:04,1   | 19.      | 1:03,4   | 12.*     | 2:07,5     | 13.        |
| Beni Obermüller | Óriás-műlesiklás |          |          |          |          | 2:41,4     | 28.        |
| Pepi Schwaiger  | Lesiklás         |          |          |          |          | 2:55,5     | 38.        |
| Pepi Schwaiger  | Műlesiklás       | 1:13,7   | 53.      | kiesett  | kiesett  | kiesett    | kiesett    |
| Pepi Schwaiger  | Óriás-műlesiklás |          |          |          |          | 2:35,4     | 17.        |

Női
| Versenyző               | Versenyszám      | 1. futam | 1. futam | 2. futam | 2. futam | Összesítés | Összesítés |
| Versenyző               | Versenyszám      | Idő      | Hely.    | Idő      | Hely.    | Idő        | Helyezés   |
| ----------------------- | ---------------- | -------- | -------- | -------- | -------- | ---------- | ---------- |
| Annemarie Buchner       | Lesiklás         |          |          |          |          | 1:48,0     |            |
| Annemarie Buchner       | Műlesiklás       | 1:07,6   | 8.       | 1:05,7   | 3.       | 2:13,3     |            |
| Annemarie Buchner       | Óriás-műlesiklás |          |          |          |          | 2:10,0     |            |
| Hannelore Glaser-Franke | Lesiklás         |          |          |          |          | 1:53,0     | 10.*       |
| Hannelore Glaser-Franke | Műlesiklás       | 1:20,7   | 33.      | 1:10,1   | 18.*     | 2:30,8     | 31.        |
| Evi Lanig               | Lesiklás         |          |          |          |          | 1:52,9     | 9.         |
| Evi Lanig               | Óriás-műlesiklás |          |          |          |          | 2:15,6     | 14.        |
| Lia Leismüller          | Lesiklás         |          |          |          |          | 2:37,6     | 35.        |
| Ossi Reichert           | Műlesiklás       | 1:06,0   | 1.       | 1:05,4   | 2.       | 2:11,4     |            |
| Ossi Reichert           | Óriás-műlesiklás |          |          |          |          | 2:13,2     | 8.         |
| Marianne Seltsam        | Műlesiklás       | 1:15,5   | 29.      | 1:50,3   | 37.      | 3:05,8     | 35.        |
| Marianne Seltsam        | Óriás-műlesiklás |          |          |          |          | 2:14,1     | 10.        |

* - egy másik versenyzővel azonos eredményt ért el

## Bob
| Versenyző                                                 | Versenyszám | 1. futam | 1. futam | 2. futam | 2. futam | 3. futam | 3. futam | 4. futam | 4. futam | Összesítés | Összesítés |
| Versenyző                                                 | Versenyszám | Idő      | Hely.    | Idő      | Hely.    | Idő      | Hely.    | Idő      | Hely.    | Idő        | Helyezés   |
| --------------------------------------------------------- | ----------- | -------- | -------- | -------- | -------- | -------- | -------- | -------- | -------- | ---------- | ---------- |
| Andreas Ostler Lorenz Nieberl                             | Kettes      | 1:20,76  | 1.       | 1:21,64  | 1.       | 1:21,02  | 1.       | 1:21,12  | 1.       | 5:24,54    |            |
| Theo Kitt Friedrich Kuhn                                  | Kettes      | 1:24,43  | 12.      | 1:25,22  | 13.      | 1:24,52  | 13.      | 1:24,08  | 8.       | 5:38,25    | 11.        |
| Andreas Ostler Friedrich Kuhn Lorenz Nieberl Franz Kemser | Négyes      | 1:16,86  | 1.       | 1:17,57  | 1.       | 1:16,55  | 1.       | 1:16,86  | 1.       | 5:07,84    |            |

* - egy másik csapattal azonos eredményt ért el

## Északi összetett
| Versenyző    | Síugrás  | Síugrás  | Síugrás  | Síugrás  | Síugrás  | Síugrás  | Síugrás | Síugrás | Sífutás       | Sífutás       | Sífutás       | Összesítés | Összesítés |
| Versenyző    | 1. ugrás | 1. ugrás | 2. ugrás | 2. ugrás | 3. ugrás | 3. ugrás | Össz.   | Össz.   | Sífutás       | Sífutás       | Sífutás       | Összesítés | Összesítés |
| Versenyző    | Távolság | Pont     | Távolság | Pont     | Távolság | Pont     | Pont    | Hely.   | Idő           | Pont          | Hely.         | Pont       | Helyezés   |
| ------------ | -------- | -------- | -------- | -------- | -------- | -------- | ------- | ------- | ------------- | ------------- | ------------- | ---------- | ---------- |
| Helmut Böck  | 57,5     | (58,0)   | 54,5     | 86,0     | 58,5     | 93,0     | 179,0   | 22.*    | nem ért célba | nem ért célba | nem ért célba | kiesett    | kiesett    |
| Heinz Hauser | 60,0     | 95,0     | 59,0     | (93,5)   | 62,0     | 98,5     | 193,5   | 14.     | 1:13:30       | 199,636       | 15.           | 393,136    | 15.        |

## Gyorskorcsolya
| Versenyző   | Versenyszám | Eredmény | Helyezés |
| ----------- | ----------- | -------- | -------- |
| Theo Meding | 500 m       | 46,8     | 33.      |
| Theo Meding | 5000 m      | 8:57,4   | 27.      |
| Theo Meding | 10 000 m    | 18:24,4  | 22.      |

## Jégkorong
| Német férfi jégkorongcsapat-játékoskeret                                        | Német férfi jégkorongcsapat-játékoskeret                                                    | Német férfi jégkorongcsapat-játékoskeret                                       |
| ------------------------------------------------------------------------------- | ------------------------------------------------------------------------------------------- | ------------------------------------------------------------------------------ |
| - Karl Bierschel - Markus Egen - Karl Enzler - Georg Guggemos - Alfred Hoffmann | - Engelbert Holderied - Walter Kremershof - Ludwig Kuhn - Dieter Niess - Hans Georg Pescher | - Fritz Poitsch - Herbert Schibukat - Xaver Unsinn - Heinz Wackers - Karl Wild |

### Eredmények
| 1952. február 15. | Kanada (CAN) | 15 – 1 (6–1, 7–0, 2–0) | Németország | Oslo |

|  |  |  |  |  |
|  |  |  |  |  |
|  |  |  |  |  |
|  |  |  |  |  |

| 1952. február 16. | Egyesült Államok (USA) | 8 – 2 (1–0, 3–1, 4–1) | Németország | Oslo |

|  |  |  |  |  |
|  |  |  |  |  |
|  |  |  |  |  |
|  |  |  |  |  |

| 1952. február 17. | Csehszlovákia (TCH) | 6 – 1 (0–0, 2–0, 4–1) | Németország | Oslo |

|  |  |  |  |  |
|  |  |  |  |  |
|  |  |  |  |  |
|  |  |  |  |  |

| 1952. február 18. | Svédország (SWE) | 7 – 3 (3–2, 0–0, 4–1) | Németország | Oslo |

|  |  |  |  |  |
|  |  |  |  |  |
|  |  |  |  |  |
|  |  |  |  |  |

| 1952. február 20. | Lengyelország (POL) | 4 – 4 (1–1, 1–0, 2–0) | Németország | Oslo |

|  |  |  |  |  |
|  |  |  |  |  |
|  |  |  |  |  |
|  |  |  |  |  |

| 1952. február 21. | Norvégia (NOR) | 2 – 6 (0–0, 1–1, 1–5) | Németország | Oslo |

|  |  |  |  |  |
|  |  |  |  |  |
|  |  |  |  |  |
|  |  |  |  |  |

| 1952. február 22. | Finnország (FIN) | 5 – 1 (1–0, 2–0, 2–1) | Németország | Oslo |

|  |  |  |  |  |
|  |  |  |  |  |
|  |  |  |  |  |
|  |  |  |  |  |

| 1952. február 24. | Svájc (SUI) | 6 – 3 (1–1, 3–1, 2–1) | Németország | Oslo |

|  |  |  |  |  |
|  |  |  |  |  |
|  |  |  |  |  |
|  |  |  |  |  |

Végeredmény
| Csapat                 | M | Gy | D | V | G+ | G– | Gk  | P   |
| ---------------------- | - | -- | - | - | -- | -- | --- | --- |
| Kanada (CAN)           | 8 | 7  | 1 | 0 | 71 | 14 | +57 | 15  |
| Egyesült Államok (USA) | 8 | 6  | 1 | 1 | 43 | 21 | +22 | 13  |
| Svédország (SWE)       | 8 | 6  | 0 | 2 | 48 | 19 | +29 | 12* |
| Csehszlovákia (TCH)    | 8 | 6  | 0 | 2 | 47 | 18 | +29 | 12* |
| Svájc (SUI)            | 8 | 4  | 0 | 4 | 40 | 40 | 0   | 8   |
| Lengyelország (POL)    | 8 | 2  | 1 | 5 | 21 | 56 | –35 | 5   |
| Finnország (FIN)       | 8 | 2  | 0 | 6 | 21 | 60 | –39 | 4   |
| Németország (GER)      | 8 | 1  | 1 | 6 | 21 | 53 | –32 | 3   |
| Norvégia (NOR)         | 8 | 0  | 0 | 8 | 15 | 46 | –31 | 0   |

* - Svédország és Csehszlovákia nyolc mérkőzés után egyenlő pontszámmal és gólkülönbséggel állt a harmadik helyen, ezért helyosztó mérkőzésre került sor, amelyet Svédország nyert meg 5–3-ra.
| Csapat      | Helyezés |
| ----------- | -------- |
| Németország | 8.       |

## Műkorcsolya
| Versenyző                    | Versenyszám  | Kötelező elemek   | Kötelező elemek | Kűr               | Kűr   | Összesítés                     | Összesítés                     | Összesítés                     | Összesítés                     | Összesítés                     | Összesítés                     | Összesítés                     | Összesítés                     | Összesítés                     | Összesítés        | Összesítés  | Összesítés | Összesítés |
| Versenyző                    | Versenyszám  | Kötelező elemek   | Kötelező elemek | Kűr               | Kűr   | Helyezési pontszámok bírónként | Helyezési pontszámok bírónként | Helyezési pontszámok bírónként | Helyezési pontszámok bírónként | Helyezési pontszámok bírónként | Helyezési pontszámok bírónként | Helyezési pontszámok bírónként | Helyezési pontszámok bírónként | Helyezési pontszámok bírónként | Több. hely. száma | Hely. össz. | Pont       | Helyezés   |
| Versenyző                    | Versenyszám  | Több. hely. száma | Hely.           | Több. hely. száma | Hely. | 1                              | 2                              | 3                              | 4                              | 5                              | 6                              | 7                              | 8                              | 9                              | Több. hely. száma | Hely. össz. | Pont       | Helyezés   |
| ---------------------------- | ------------ | ----------------- | --------------- | ----------------- | ----- | ------------------------------ | ------------------------------ | ------------------------------ | ------------------------------ | ------------------------------ | ------------------------------ | ------------------------------ | ------------------------------ | ------------------------------ | ----------------- | ----------- | ---------- | ---------- |
| Freimut Stein                | Férfi egyéni | 9×8+              | 8.              | 9×8+              | 8.    | 8,0                            | 8,0                            | 8,0                            | 8,0                            | 8,0                            | 8,0                            | 8,0                            | 8,0                            | 8,0                            | 9×8+              | 72,0        | 1403,6     | 8.         |
| Gundi Busch                  | Női egyéni   | 5×10+             | 10.             | 5×6+              | 6.    | 10,0                           | 9,0                            | 8,0                            | 7,0                            | 7,0                            | 8,0                            | 8,0                            | 10,0                           | 8,0                            | 6×8+              | 75,0        | 1316,6     | 8.         |
| Erika Kraft                  | Női egyéni   | 5×9+              | 9.              | 5×10+             | 10.   | 12,0                           | 10,0                           | 9,0                            | 11,0                           | 12,0                           | 11,0                           | 6,0                            | 8,0                            | 10,0                           | 5×10+             | 89,0        | 1293,9     | 10.        |
| Helga Dudzinski              | Női egyéni   | 5×12+             | 12.             | 5×8+              | 8.    | 11,0                           | 14,0                           | 10,0                           | 10,0                           | 9,0                            | 13,0                           | 12,0                           | 12,0                           | 12,0                           | 7×12+             | 103,0       | 1284,9     | 12.        |
| Ria Falk Paul Falk           | Páros        |                   |                 |                   |       | 1,0                            | 2,0                            | 2,0                            | 1,0                            | 1,0                            | 1,0                            | 1,5                            | 1,0                            | 1,0                            | 6×1+              | 11,5        | 102,6      |            |
| Ingeborg Minor Hermann Braun | Páros        |                   |                 |                   |       | 7,0                            | 8,0                            | 8,0                            | 8,0                            | 8,0                            | 8,0                            | 8,0                            | 9,0                            | 9,5                            | 7×8+              | 73,5        | 88,1       | 8.         |

## Sífutás
Férfi
| Versenyző                                       | Versenyszám     | Eredmény      | Helyezés      |
| ----------------------------------------------- | --------------- | ------------- | ------------- |
| Helmut Böck                                     | 18 km           | nem ért célba | nem ért célba |
| Hubert Egger                                    | 18 km           | nem ért célba | nem ért célba |
| Alois Harrer                                    | 18 km           | 1:14:23       | 59.           |
| Heinz Hauser                                    | 18 km           | 1:13:30       | 54.           |
| Rudi Kopp                                       | 18 km           | 1:15:53       | 64.           |
| Albert Mohr                                     | 18 km           | 1:16:32       | 65.           |
| Juku Pent                                       | 50 km           | 4:30:56       | 26.           |
| Karl Schüßler                                   | 50 km           | nem ért célba | nem ért célba |
| Hubert Egger Albert Mohr Heinz Hauser Rudi Kopp | 4 × 10 km váltó | 2:36:37       | 7.            |

Női
| Versenyző     | Versenyszám | Eredmény | Helyezés |
| ------------- | ----------- | -------- | -------- |
| Hanni Gehring | 10 km       | 50:39    | 13.      |

## Síugrás
| Versenyző      | 1. ugrás | 1. ugrás | 1. ugrás | 2. ugrás | 2. ugrás | 2. ugrás | Összesítés | Összesítés |
| Versenyző      | Távolság | Pont     | Hely.    | Távolság | Pont     | Hely.    | Pont       | Helyezés   |
| -------------- | -------- | -------- | -------- | -------- | -------- | -------- | ---------- | ---------- |
| Toni Brutscher | 66,5     | 111,0    | 3.*      | 62,5     | 105,5    | 7.       | 216,5      | 4.*        |
| Franz Dengg    | 60,0     | 96,5     | 24.*     | 56,5     | 91,0     | 35.*     | 187,5      | 31.        |
| Sepp Kleisl    | 66,5     | 108,0    | 8.*      | 62,5     | 100,0    | 17.*     | 208,0      | 10.        |
| Sepp Weiler    | 67,0     | 108,0    | 8.*      | 63,0     | 105,0    | 8.       | 213,0      | 8.*        |

* - egy másik versenyzővel azonos eredményt ért el